# وصول متعدد باستشعار الحامل
الوصول المتعدد باستشعار الحامل (بالإنجليزية: Carrier-sense multiple access)‏ اختصارًا (CSMA) هو بروتوكول للتحكم في الوصول إلى الوسائط يقوم بمراقبة إشارات الشبكة على وسيط الناقل التي لا يوجد فيها فيها حركة مرور أخرى لإرسال أي بيانات. يتم وضع CSMA عادةً في شبكات Ethernet. يعتمد على مبدأ أنه أثناء الإرسال يمكن لجهاز واحد فقط إرسال الإشارات في كل مرة وإلا فإنه سيؤدي إلى تصادم يؤدي إلى فقدان حزم البيانات. يتكون CSMA من نوعين من البروتوكولات. وهم CSMA / CD و CSMA / CA. يستكشف هذا المشروع إحساس الناقل بوصول متعدد مع تجنب التصادم (CSMA/CA).

## تجنب اصطدام ناقل الإحساس متعدد الوصول (CSMA/CA)
ناقل الإحساس متعدد الوصول مع تجنب الاصطدام (CSMA / CA) هو بروتوكول شبكة لنقل الإشارات يمكن من خلاله منع حدوث تصادم قبل حدوثه. يعمل هذا البروتوكول في طبقة وصلة البيانات [طبقة MAC] لنموذج OSI. إنه مهم للشبكات اللاسلكية حيث لا يمكن الكشف عن التصادم CSMA / CD البديل لأنه في الشبكة اللاسلكية من الصعب التنبؤ بشكل مؤكد أو الكشف عن التصادم بنفس الطريقة الممكنة في شبكة سلكية لذلك يجب أن يكون لديك بعض طريقة لتجنب الاصطدام بدلا من الكشف عنه.
لذلك بشكل عام تقوم بعملها CSMA / CA بمجرد تلقي العقدة لحزمة يتم إرسالها. تقوم بالتحقق للتأكد من أن القناة فارغة (أي أنه لا توجد عقدة أخرى ترسل في ذلك الوقت). إذا كانت القناة فارغة ثم يتم إرسال الحزمة إذا كانت القناة غير فارغة، تنتظر العقدة لفترة زمنية يتم اختيارها عشوائيًا ثم تتحقق مرة أخرى لمعرفة ما إذا كانت القناة واضحة.
بالنسبة للشبكة اللاسلكية عند حدوث تصادم تزداد طاقة الإشارة المستقبلة بنسبة تصل إلى 5-10٪ حيث أنه كما لو حدث تصادم في شبكة سلكية يتم زيادة مستوى الطاقة للإشارة المستلمة مرتين. لذلك بالنسبة لمحطة الشبكة اللاسلكية من الصعب الشعور بالاصطدام. هذا هو السبب في ظهور CSMA / CA في صورة الشبكة اللاسلكية.

## خوارزمية CSMA / CA في الإرسال
قبل إرسال إطار تتحقق محطة الإرسال من حالة القناة سواء كانت القناة خاملة أو مشغولة.
إذا كانت القناة مشغولة تنتظر المحطة حتى تصبح حالة المحطة مثالية.
بمجرد أن تصبح المحطة مثالية تنتظر محطة المرسل فترة زمنية معينة تسمى وقت الفراغ بين الإطارات (IFS)  ثم ترسل الإطار. وبناءً على قيمة IFS يتم تحديد أولوية المحطة. كلما زادت IFS كلما قلت الأولوية والعكس.
الآن بمجرد أن ترسل محطة المرسل الإطار تقوم بتعيين عدد عشوائي من خانات الوقت كوقت انتظار. تُعرف هذه الفترات الزمنية أيضًا باسم نافذة التنافس.
تنتظر المحطة المرسلة بعد ذلك الإقرار من محطة الاستقبال. إذا جاء الإقرار أثناء وقت الانتظار فإنه يشير إلى إرسال الإطار بنجاح. خلاف ذلك تنتظر محطة المرسل لفترة زمنية للتراجع وإعادة تشغيل الخوارزمية. كما هو مبين في الشكل (1):
الشكل (1)

## خوارزمية CSMA / CA المستخدمة لحل التصادم المكتشف
1. استمر في الإرسال (بإشارة انحشار بدلاً من الإطار. رأس / بيانات / CRC) حتى يتم الوصول إلى الحد الأدنى من وقت الحزمة للتأكد من أن جميع أجهزة الاستقبال تكتشف التصادم.
2. عداد إعادة الإرسال الزائد.
3. هل تم بلوغ الحد الأقصى لعدد محاولات الإرسال؟ إذا كان الأمر كذلك أوقف الإرسال.
4. احسب وانتظر فترة التراجع العشوائية بناءً على عدد التصادمات.
5. أعد إدخال الإجراء الرئيسي في المرحلة.

## نظام التراجع المتسارع
عندما تبدأ حقول الحزمة التي سيتم إرسالها يبدأ ناقل الإحساس متعدد الوصول مع تجنب الاصطدام (CSMA / CA) بالتراجع المتسارع الذي يتناقصفيه الوقت بناءً على النطاق المختار الذي يجب أن يكون [ 0 and  2k -1 ]حيث يكون k عدد المحاولات. ومع ذلك سيتغير حجم النافذة الخلفية (النطاق) في كل إرسال غير ناجح ليكون ضعف حجم النافذة السابقة والمعادلة البسيطة الموضحة في الجدول (1):

| عدد الإرسالات الغير ناجحة | 2k -1 | النتيجة | نافذة الحجم       |
| 1                         | 21 -1 | 1       | [0,1]             |
| 2                         | 2 -1  | 3       | [0,1,2,3]         |
| 3                         | 23 -1 | 7       | [0,1,2,3,4,5,6,7] |

الجدول (1)
5.1 المخطط الزمني دون الاصطدام:
افترض أن لدينا جهازين يرغبان في إرسال رسالة إلى نفس الجهاز في وقت مختلف سيعمل بروتوكول CSMA / CA لضمان عدم استخدام القناة لتجنب فقدان الحزم عن طريق التصادم. عندما يبدأ الجهاز 1 بإرسال البيانات سينتظر الجهاز 2 حتى تصبح القناة فارغة وسيبدأ بروتوكول CSMA / CA في العمل كما هو موضح في الشكل (2):
عندما يبدأ جهاز الاستقبال في إرسال إقرار سيبدأ الجهاز 2 في العمل بواسطة بروتوكول CSMA / CA لإرسال البيانات في الخطوات التالية:
1- سيستشعر الجهاز 2 الوسيلة للتأكد من أنها فارغة لفترة زمنية معينة DIFS.
2- الجهاز 2 يبدأ وقت التراجع.
3- بعد انتهاء فترة التراجع سيقوم الجهاز بإرسال البيانات إلى جهاز الاستقبال.
5.2 المخطط الزمني مع الاصطدام:
قد يحدث التصادم في بروتوكول CSMA / CA ولكن عندما يحدث بين جهازين يتم ضبط CSMA / CA مرة أخرى حتى يتم نقل البيانات بأمان. السبب الرئيسي لحدوث الاصطدام في هذا البروتوكول هو وقت التراجع عندما يصل كلا الجهازين إلى الصفر في نفس الوقت كما هو موضح في الشكل (3).
1-يستشعر الجهاز 1 الوسط للتأكد من أنه فارغ لفترة زمنية معينة ثم يبدأ الجهاز 2 في فعل الشيء نفسه.
2- يبدأ الجهاز 1 بفترة تراجع طويلة ويبدأ الجهاز 2 بوقت قصير ويصل الجهازان إلى نقطة الصفر في نفس الوقت مما يتسبب في حدوث تصادم.
3- إعادة ضبط بروتوكول CSMA / CA مرة أخرى لإرسال البيانات التالفة.
4- يختار كلا الجهازين وقت تراجع جديد.
5- تصل الأجهزة 2 إلى نقطة الصفر قبل وصول الجهاز 1 وتبدأ في إرسال البيانات.
6- العودة بالوقت لتجميد الجهاز 1 حتى يتم نقل بيانات الجهاز 1 بالكامل ثم إكمال العد حتى تصل إلى نقطة الصفر لبدء نقل البيانات.

## طلب الإرسال (RTS) والمسح للإرسال (CTS)
لقد ناقشنا بروتوكول CSMA / CA عندما يكون هناك العديد من المرسلين يمكنهم الشعور وسماع وسيط الإرسال بين بعضهم البعض (كلهم يشتركون في نفس النطاق) ولكن ماذا لو كان هناك العديد من المرسلين الذين لا يستطيعون الشعور بوسيط الإرسال بين بعضهم البعض (كلهم في نطاقات مختلفة). كيف ستعمل CSMA / CA على تجنب الاصطدام أثناء فصل كل محطة عن الأخرى؟ ومع ذلك فإن هذا يسمى مشاكل العقدة المخفية والعقدة المكشوفة ومن أجل حل هذه المشكلة يسمح بروتوكول IEEE802.11 للمحطات باستخدام RTS و CTS للتحكم في الإطارات:

### مشكلة العقدة المخفية
مشكلة العقدة المخفية هي مشكلة عندما تكون هناك 3 محطات منفصلة عن نطاقات أخرى ولكن لديهم محطة مشتركة تشترك في جميع المحطات الثلاث يتراوح نطاقها كما هو موضح في الشكل (4):

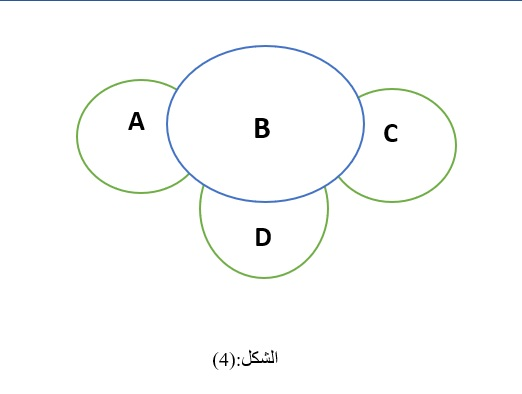
مشكلة العقدة المخفية

المحطة A داخل نطاق المحطة B لكنها خارج نطاق المحطات C و D. ومع ذلك عندما تريد A إرسال البيانات لتكون B سيتم استخدام RTS و CTS لترتيب الإرسال و NAV (ناقل تخصيص الشبكة) سيمنع المحطات الأخرى من إرسال البيانات التي يمكن أن تتسبب في حدوث تصادم كما هو موضح في الشكل (5).
عندما يريد A (المصدر) نقل البيانات إلى B (الوجهة) سيقوم بإرسال إطار RTS الذي يتم طلبه. علاوة على ذلك ستقبل محطة B هذا الإذن وترسل إطار CTS الذي يكون واضحًا للإرسال إلى جميع المحطات ضمن نطاقها ثم NAV (ناقل تخصيص الشبكة) وهو مقدار معين من الوقت المطبق لمنع أي نشاط للمحطات الأخرى (C و D). سيتم إرسال البيانات إلى الوجهة دون تصادم.
في المحطة النهائية سترسل B إقرارًا إلى كل المحطة لتحرير الاتصال من المحطة A وإطلاق NAV من المحطات الأخرى.

### مشكلة العقدة المكشوفة
تتشابه مشكلة العقدة المكشوفة مع مشكلة العقدة المخفية ولكن المحطات في العقدة المكشوفة التي تم إنشاؤها على أنها متعددة المحطات التي كل محطة في نطاق محطة واحدة محددة. ومع ذلك فإن NAV سيمنع أي نشاط حتى لو كان خارج النطاق لتجنب أي تصادم. كما هو موضح في الشكل (6)، تقع المحطة D خارج النطاق النشط للمحطتين A و B ولكنها لا تستطيع الاتصال بالمحطة C حيث تم إعداد NAV في المحطة C.

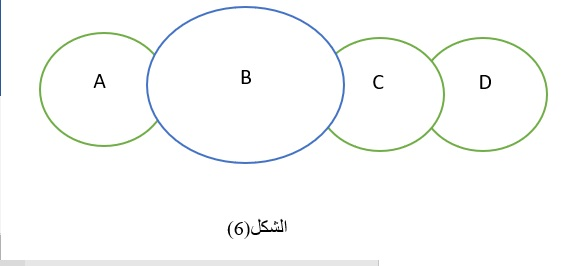

## مزايا وعيوب استخدام CSMA / CA
هناك بعض مزايا وعيوب استخدام هذا البروتوكول وهي المدرجة أدناه.

### المزايا
1. يمكن تجنب الاصطدام باستخدام CSMA / CA هذا مفيد للشبكة اللاسلكية.
2. تضمن رسالة الاستلام من محطة الاستقبال عدم ضياع البيانات دون داع.
3. يكتشف التصادم في فترة قصيرة من الزمن.
4. يمكن تجنب تضييع انتقال من خلال CSMA / CA

### العيوب
1. CSMA / CA   غير موثوق به لأنه يعاني من مشكلة العقدة المخفية. تحدث مشكلة العقدة المخفية عندما تتصل محطة ما بنقاط وصول ولكنها لا تستطيع الاتصال بمحطات أخرى تشترك في نفس نقطة الوصول.
2. يخلق مشكلة محطة مكشوفة من خلال استخدام RTS / CTS.
3. يتسبب في حركة المرور الإضافية.
4.الانتظار فترة أطول.
5.يمكن أن يعمل بروتوكول الشبكة هذا في نطاق 2.5 كم بعد هذا النطاق لا يمكن الكشف عن تصادم.
2. بالنسبة لشبكة كبيرة فإن كفاءة استخدام هذا البروتوكول منخفضة.

## CSMA/CA ضد CSMA/CD
أ‌-  يرمز CSMA / CD إلى اكتشاف اصطدام ناقل الإحساس متعدد الوصول بينما يشير CSMA / CA إلى تفادي اصطدام ناقل الإحساس متعدد الوصول. كلاهما قائم على الحزمة.
 ب‌-كما يشير الاسم يتم استخدام CSMA / CD للكشف عن التصادمات بينما يتم استخدامه لاحقًا لتجنب الاصطدام عن طريق استشعار هذه القناة مجانية أو عدم إرسال أي رسالة.
ت‌- في الشبكة السلكية من السهل نسبيًا اكتشاف ما إذا كان التصادم قد حدث أم لا أثناء وجوده في الشبكة اللاسلكية فمن الصعب جدًا اكتشاف ما إذا كان أي تصادم قد حدث أم لا. لذلك، يفضل CSMA / CD في الوسائط السلكية (المعيارية في IEEE 802.3) بينما يفضل CSMA / CA في الوسائط اللاسلكية (المعيارية في IEEE 802.11).
ث‌- يعمل CSMA / CD على مبدأ أنه بمجرد اكتشاف التصادم  فإنه يقوم على الفور بإيقاف الإرسال المستمر بحيث يمكن منع المزيد من الخسائر أثناء وجوده في CSMA / CA ويستخدم RTS (طلب الإرسال) و CTS (مسح للإرسال) إشارات لاستشعار توفر القناة لمنع التصادم.

## التطبيق
تم استخدام CSMA / CD في متغيرات Ethernet الخاصة بالوسائط المشتركة التي عفا عليها الزمن الآن (10BASE5 و 10 BASE2) وفي الإصدارات المبكرة من Ethernet الملتوية المزدوجة التي استخدمت محاور مكرر. لم تعد شبكات Ethernet الحديثة التي تم إنشاؤها باستخدام مفاتيح التبديل واتصالات ثنائية الاتجاه بحاجة إلى استخدام CSMA / CD لأن كل جزء Ethernet أو مجال التصادم معزول الآن. لا يزال CSMA / CD مدعومًا للتوافق مع الإصدارات السابقة وللاتصالات أحادية الاتجاه. لا يزال معيار IEEE 802.3، الذي يعرّف جميع متغيرات Ethernet ، يحمل عنوانًا تاريخيًا «الوصول المتعدد بمعنى الحامل مع طريقة الوصول للكشف عن التصادم (CSMA / CD) ومواصفات الطبقة المادية» حتى 802.3-2008، والذي يستخدم اسمًا جديدًا «معيار IEEE لشبكة إيثرنت»

## الاستخدام
1. GNET - هو بروتوكول LAN في وقت مبكر الملكية
2. قامت خدمة Talk المحلية من Apple بتطبيق CSMA / CA على ناقل كهربائي باستخدام إشارة التشويش ثلاثية البايت.
3. ينفذ 802.11 RTS / CTS استشعار الناقل الظاهري باستخدام طلب قصير لإرسال رسائل شبكة WLANs ومسحها لإرسالها (يعتمد 802.11 بشكل أساسي على استشعار الموجة الحاملة الفعلية).
4. يستخدم IEEE 802.15.4 (PAN اللاسلكي)  CSMA / CA.
5. NCR Wave LAN - بروتوكول شبكة لاسلكية مملوكة مبكرًا.
6. Home PNA.
7. شبكات الحافلات.
8. تستخدم معايير ITU-T G.hn التي توفر وسيلة لإنشاء شبكة محلية عالية السرعة (تصل إلى 1 جيجابت / ثانية) باستخدام الأسلاك المنزلية الموجودة (خطوط الكهرباء وخطوط الهاتف والكابلات المحورية)، CSMA / CA كطريقة للوصول إلى القناة للتدفقات التي لا تتطلب جودة خدمة مضمونة، وخاصة متغير CSMA / CARP.